# Deere & Company

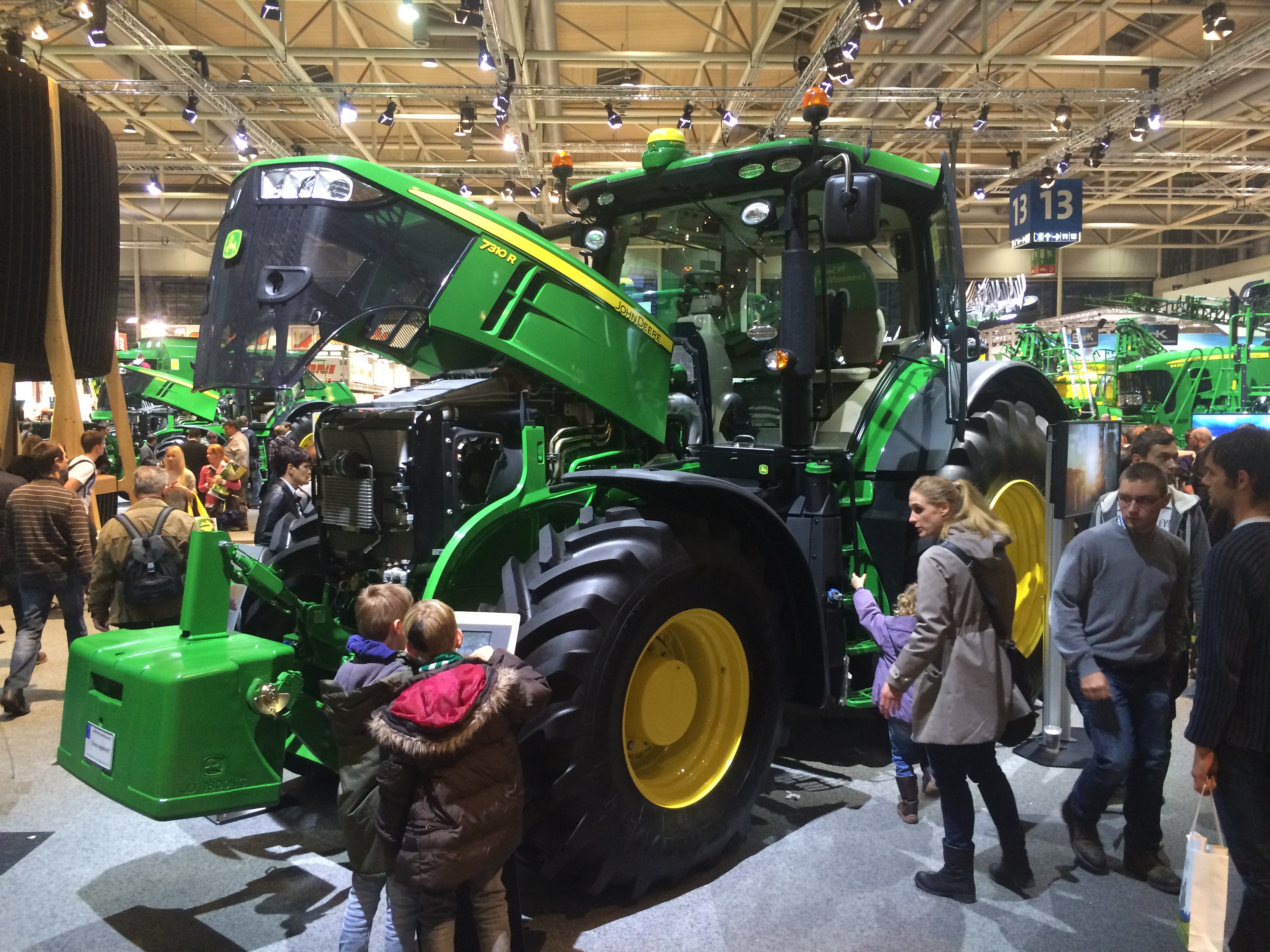
Trattore John Deere 7310R con cofano aperto

La Deere & Company (più nota come John Deere) è un'azienda statunitense con sede a East Moline (Illinois), USA.
È una delle principali aziende al mondo produttrice di macchine agricole assieme a CNH Industrial e AGCO. Fu fondata a Grand Detour nel 1837 da John Deere, fabbro pioniere.

## Storia

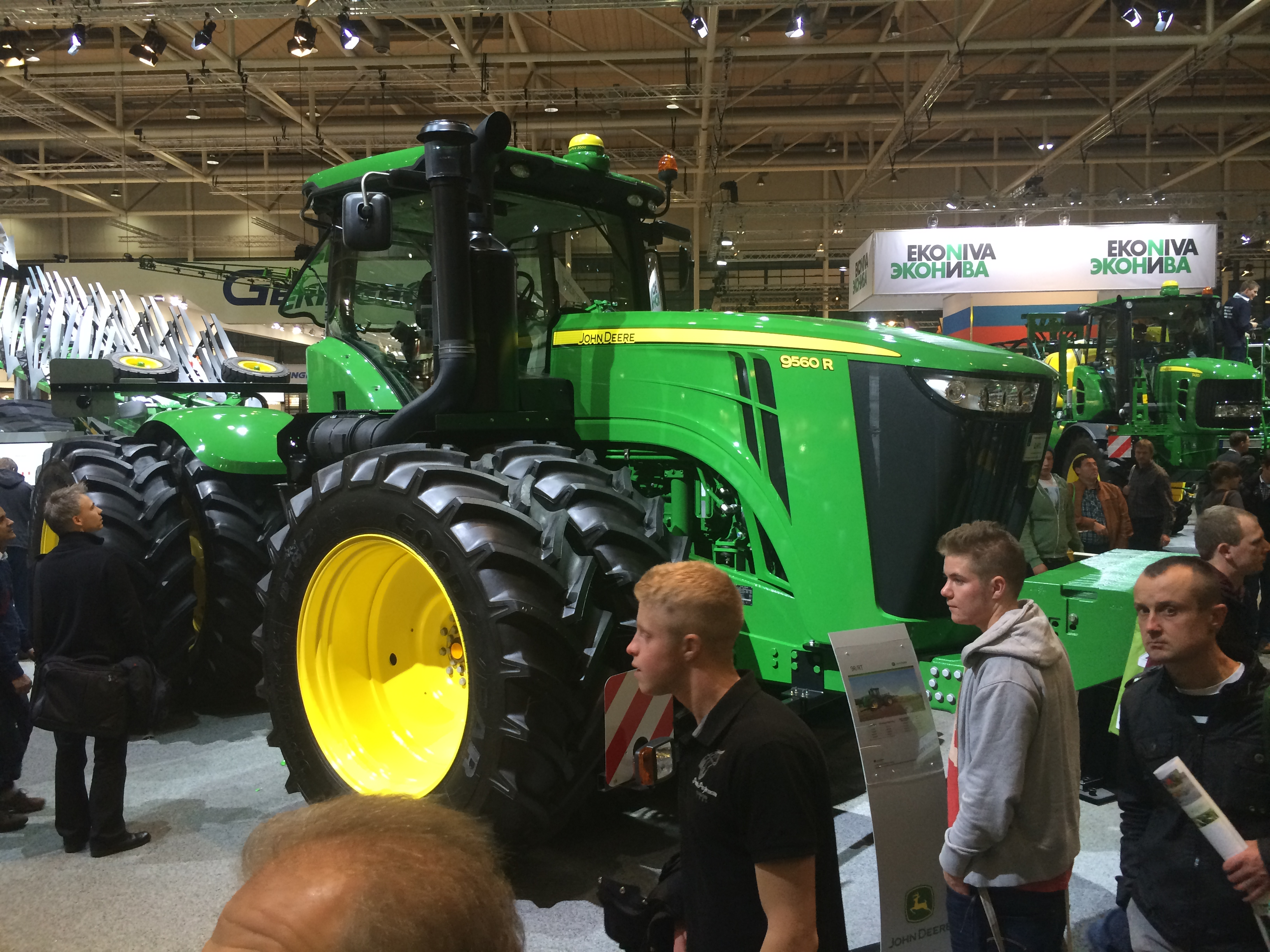
Trattore John Deere 9560R a una presentazione

La John Deere nasce nel 1837 a Grand Detour con la produzione del primo aratro autopulente. Nel 1848 l'azienda si spostò a East Moline dove John Deere iniziò subito a produrre oltre 1000 aratri all'anno. Nel 1918 John Deere acquisisce la Waterloo Gasoline Engine Company e si dedica alla realizzazione di trattori. Il primo ad essere realizzato in grandi quantità fu il modello "A", al quale seguirono il modello H, AR, B, G, D, BW e il cingolato BO Lindeman (sviluppati dalla società Lindeman di Washington) del 1939. Nel 1928 fu lanciato sul mercato il multifunzionale 10-20GP ("General Purpose") con motore a scoppio a 2 cilindri a valvole laterali raffreddato ad acqua con sollevatore idraulico.
Con la Grande depressione, Deere decise di accettare la restituzione dei trattori dai clienti in difficoltà, divenendo così una grande celebrità. Nel 1937, in occasione del centenario dell'azienda, viene raggiunta la soglia-chiave di 100 milioni di dollari ricavati dalle vendite. John Deere riprese la produzione nel dopoguerra in una posizione privilegiata con numerosi modelli, il più famoso è il modello D ereditato dai primi anni venti a cui seguono il modello M, MT, il cingolato MC, R. A partire dal 1952 la John Deere sostituisce la denominazione alfabetica con la denominazione numerica con i modelli 40, 50, 60 e 70. Sul modello 70 (1953-55) viene installato per la prima volta il servosterzo e il nuovo sollevatore idraulico prodotto in due modelli, uno a carreggiata normale e uno a carreggiata regolabile per le coltivazioni tra i filari, con ruote anteriori accoppiate in una sola.

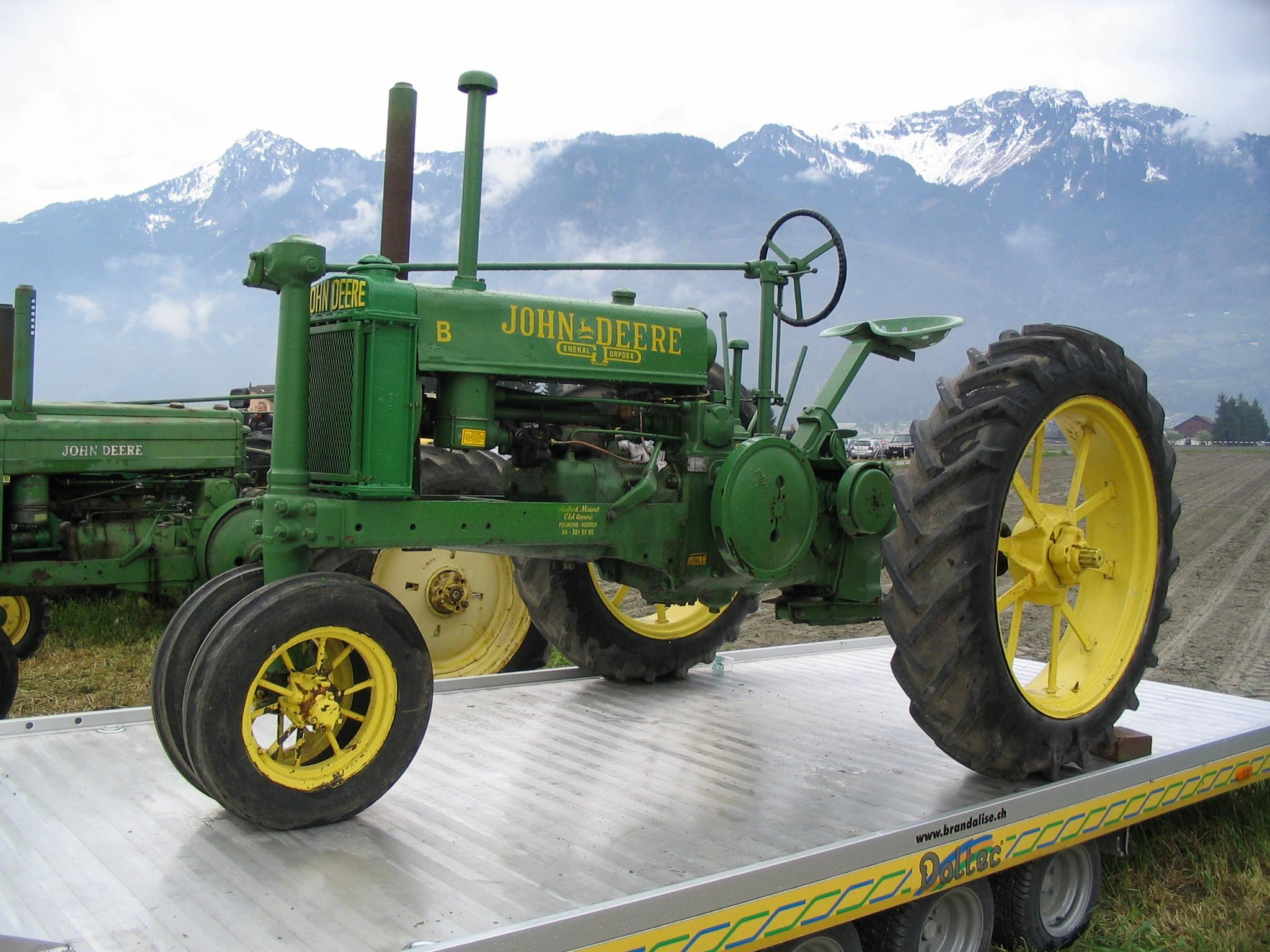
Trattore John Deere

Nel 1956 la John Deere Company divenne proprietaria della maggior parte delle azioni della Heinrich Lanz di Mannheim, famosa per i trattori modello Bulldog. Fino al 1958 vennero venduti come John Deere-Lanz e inizia la produzione dei nuovi modelli 100, 200, 300, 500, 700, 710 e 920 dal 1967 vennero lanciati i modelli 5020, il 3020 e il 1120LS prodotti in America e venduti anche in Europa. Nonostante i numerosi modelli John Deere l'azienda impiegò molti anni a crearsi una propria posizione a causa della perplessità dei clienti, che faticavano ad abituarsi a questi trattori verdi e gialli. Con il passare del tempo, però, la fabbrica riuscì ad attirare l'interesse degli agricoltori, in parte grazie all'aiuto degli Stati Uniti. I primi trattori venduti in Europa erano prodotti in America, nella fabbrica tedesca di Mannheim vennero prodotti alcuni modelli e i trattori John Deere destinati all'esportazione in tutta Europa, in Africa e in Medio Oriente.
Nel 1958 venne costituita la Divisione macchine da costruzione. Fu nel 1958 che John Deere sbarcò in Argentina, aprendo uno stabilimento nella zona di Rosario, data l'alta richiesta di macchinari richiesti nell'agricoltura argentina in quel momento. In un contesto in cui la produzione agricola è stata convertita all'agricoltura, sono stati necessari attrezzi di alta potenza e trattori a trazione. Nel 1959 iniziarono i lavori di costruzione dello stabilimento di Granadero Baigorria, che presto avrebbe iniziato a produrre i suoi primi modelli dell'emblematico trattore 730 i modelli della serie 20 come 1420, 2420, 3420, 4420; i modelli della serie 30 come 2330, 2530, 2730, 3330, 3530, 4530; i modelli della serie 40 come 2140, 3140/3140 DT, 3440, 3540 e l'ultimo fatto a Baigorria della serie 50 come 2850, 3350, 3550 fino al 1994.
Nel 1963 John Deere debutta nel settore del giardinaggio. Nel 1967 a Cernusco sul Naviglio fu ufficialmente aperta la prima filiale di John Deere Italiana, sotto la forma giuridica di S.p.A. Dal 1970 vennero prodotti i modelli della Serie 40, negli anni '80 la Serie 50, dal 1992 la Serie 6000, la Serie 6020, la Serie 7020 e la Serie 8020. Negli anni '80 John Deere attraversa una grave recessione agricola, ma è l'unica importante azienda produttrice di macchine agricole a sopravvivere o a rimanere indipendente. Negli anni '90 John Deere raggiunge risultati da record a livello finanziario ed accelera il proprio sviluppo internazionale.
Attualmente, Deere & Company e le sue filiali producono, distribuiscono e finanziano una gamma completa di macchine agricole, un'ampia linea di macchine da costruzione, selvicoltura ed una varietà di macchine professionali e per privati. Oggi sono in produzione la Serie 5015, Serie 5000R, Serie 6030, la Serie 7030 e la Serie 8030 con potenze da 59CV a 365CV.
In produzione oggi ci sono anche mietitrebbie, trinciacaricatrici semoventi, rotopresse, falciacondizionatrici, caricatori frontali, macchine professionali e motori. Dal 2014 sono in produzione nuovi modelli di presse e irroratrici, nonché nuovi modelli di trattori della Serie 6MC e 6RC, oltre ai nuovi 5M.

## Stabilimenti (elenco parziale)
- Mannheim, Germania (trattori)

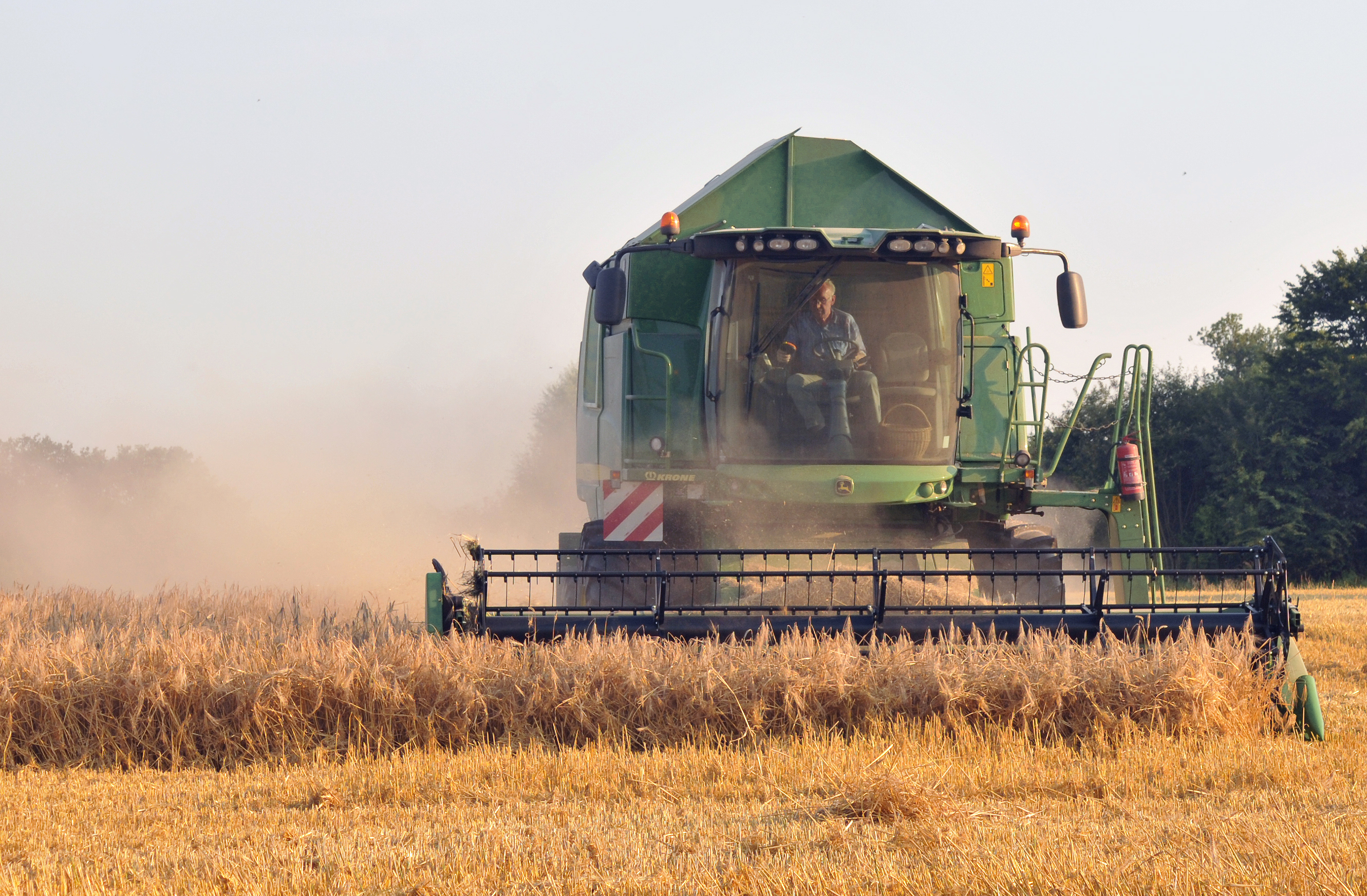
John Deere W540

- Zweibrücken, Germania (macchine da raccolta)
- Bruchsal, Germania (fabbrica cabine e distribuzione ricambi)
- Saran, Francia (motori)
- Waterloo, U.S.A. (motori e trattori di grandi dimensioni)
- Torreón, Messico (motori)
- Pune, India (motori)
- Granadero Baigorria, Argentina (motori, trattori)
- Augusta, U.S.A. (trattori)
- Montenegro, Argentina (trattori)
- Arc Les Gray, Francia (caricatori frontali)
- Ravenna, Italia (stabilimento di Mazzotti Srl)
- Rovigo, Italia (stabilimento del Gruppo Carraro in cui sono prodotti i trattori della serie G)
- Kaiserslautern, Germania (Centro Europeo Tecnologia ISG (Autoguida,Tecnologia Intelligente)

## Modelli prodotti
- Modello A (1918)
- Modello 10-20GP (1928)
- Modello H (1934)
- Modello AR (1934)
- Modello B (1934)
- Modello G (1937)
- Modello D (1937)
- Modello BW (1937)
- Modello BO Lindeman (1939)
- Modello M (1945)
- Modello MT (1945)
- Modello MC (1945)
- Modello R (1945)
- Modello 40, 50, 60, 70 (1952)

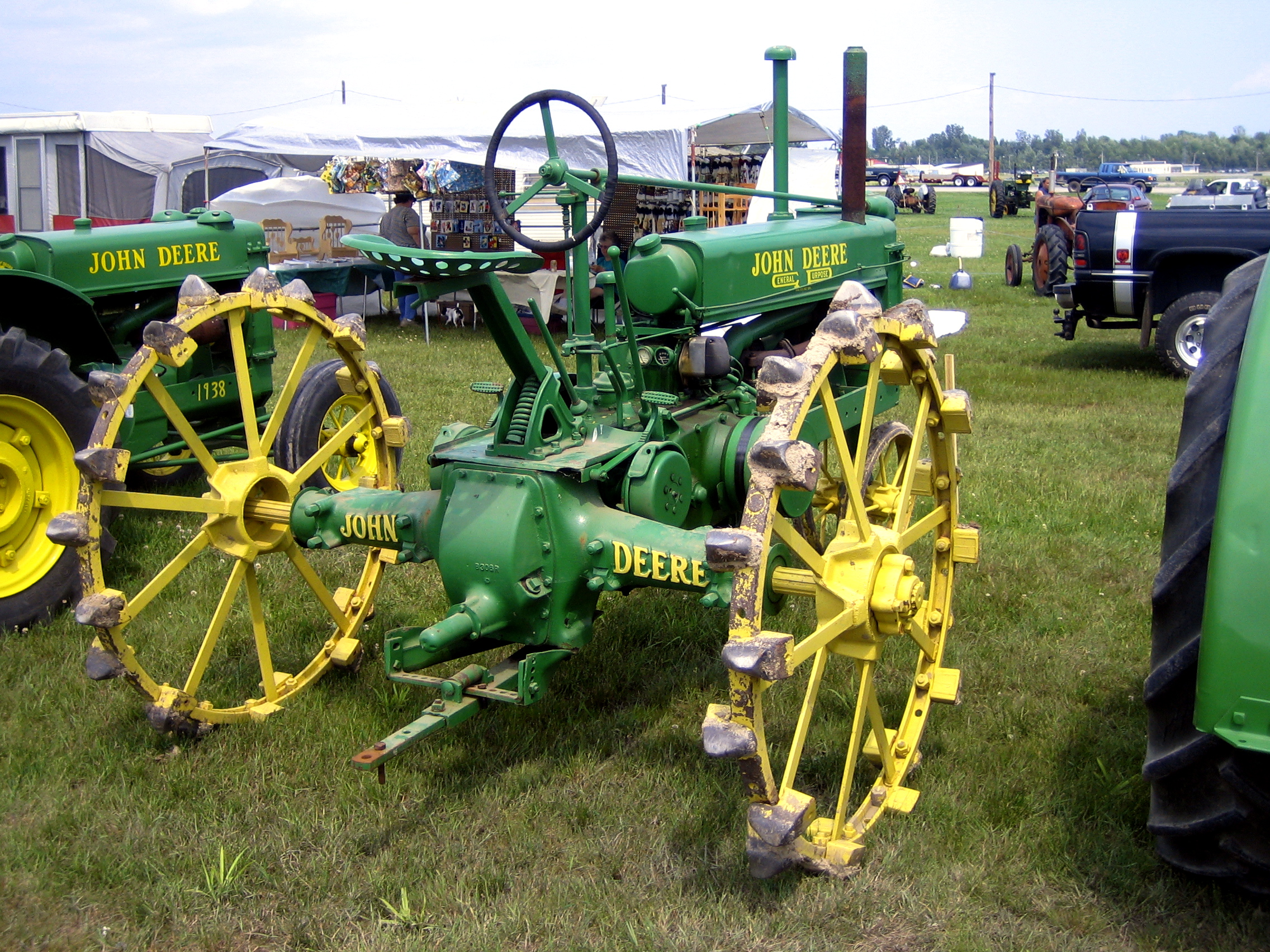
John Deere Modello B

- Modello 100, 200, 300, 500, 700, 710, 920 (1958)
- Modello 5020 (1967)
- Modello 3020 (1967)
- Modello 1120LS (1967)
- Serie 40 (1978)

- Serie 50 (1986)
- Serie 6000 (1992)
- Serie 7000 (1992)
- Serie 8000 (1992)
- Serie 6010 (1997)
- Serie 7010 (1997)
- Serie 8010 (1997)
- Serie 6020 (2001)
- Serie 8020 (2001)
- Serie 7020 (2002)
- Serie 5020 (2003)
- Serie 8030 (2005)

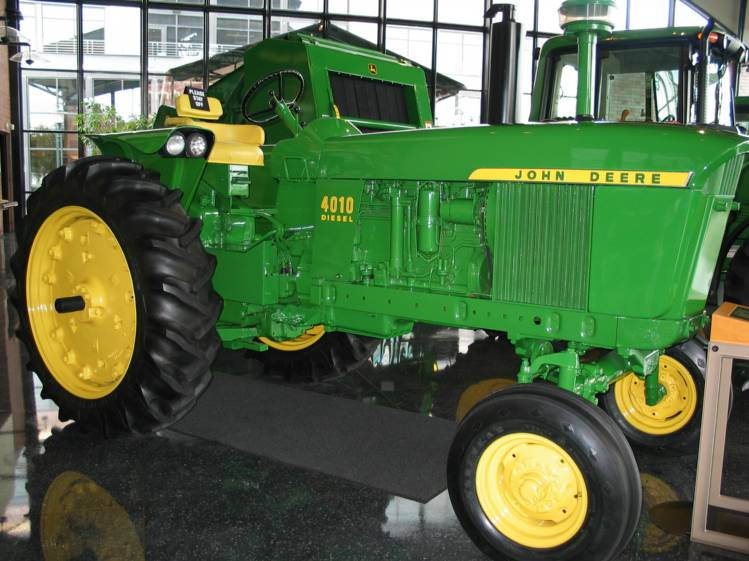
John Deere 4010 diesel

- Serie 6030 (2006) (John Deere 6930)

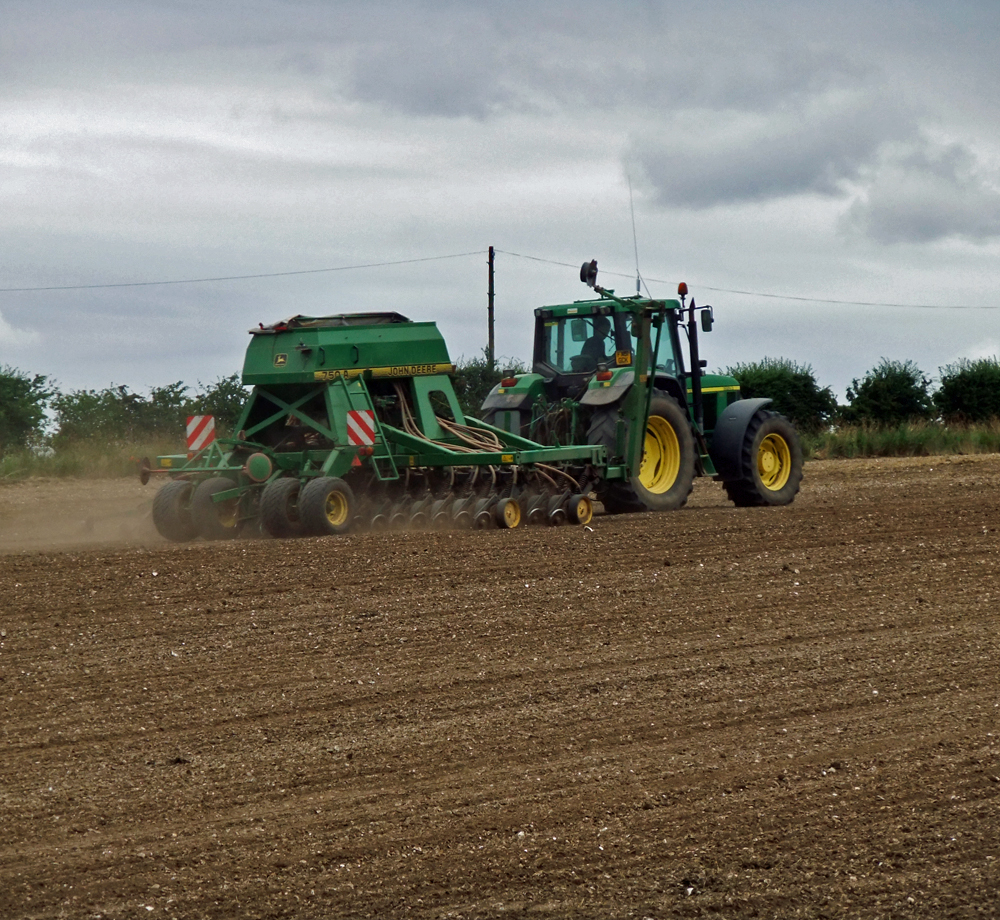
John Deere seminatrice su sodo

- Serie 7030 (2006)
- Serie 9000 (2007)
- Serie 5R (2008)
- Serie 8R-RT (2009)
- Serie 8R (2011)
- Serie 7R (2011)
- Serie 9R (2011)John Deere seminatrice su sodo

## Modelli in produzione
- Serie 5R-D-E-G-M-R
- Serie 6R-M
- Serie 7R
- Serie 8R-8RT-8RX
- Serie 9R-9RT-9RX
- Mietitrebbie W-T-S-X
- Veicoli utiliari (gator)

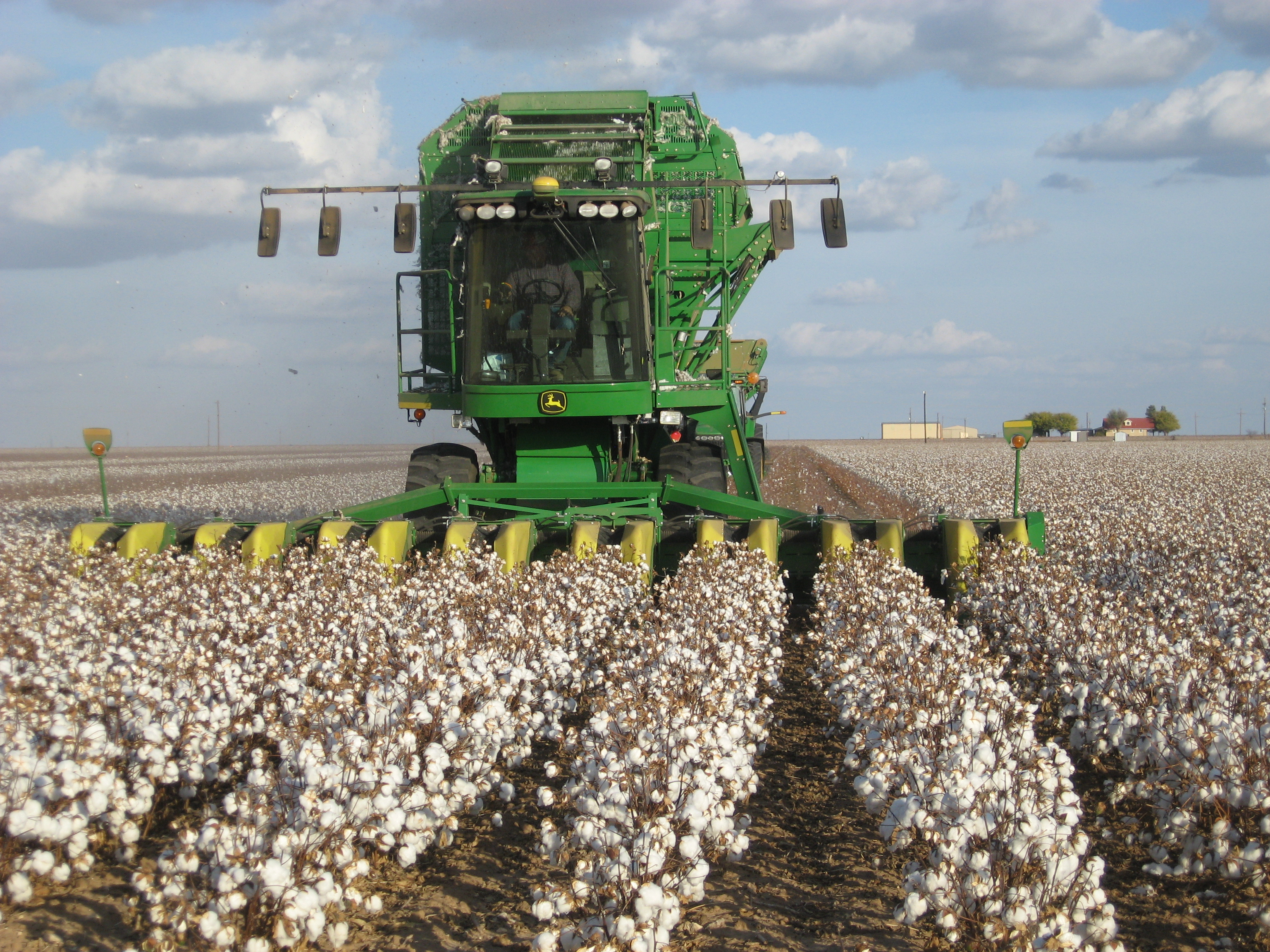
John Deere 7530

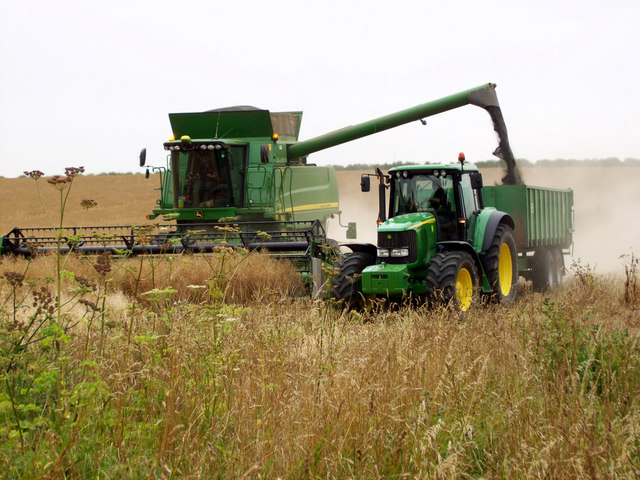
Mietitrebbia John Deere scarica il raccolto su un rimorchio agganciato a un trattore della stessa marca

- Trinciacaricatrici semoventi serie 7080/7080i
- Trinciacaricatrici semoventi serie 8000/8000i
- Trinciacaricatrici semoventi serie 9000/9000i
- Rotopresse
- Falciacondizionatrici
- Caricatori frontali
- Seminatrici
- Precision Farming Satellitare
- Mo.Co.